# Riccardo Allegretti
Riccardo Gianni Allegretti (Milano, 15 febbraio 1978) è un allenatore di calcio ed ex calciatore italiano, di ruolo centrocampista.

## Caratteristiche tecniche

### Giocatore
Giocatore rapido e dotato di un'ottima tecnica e buona visione di gioco. Nel corso della sua carriera ha realizzato diversi gol su punizione.

## Carriera

### Giocatore

#### Gli inizi al Milan, le prime esperienze in Serie A e B
Prodotto del vivaio del Milan, fa parte della rosa della prima squadra, agli ordini di Fabio Capello, per tutta la stagione 1995-1996 (senza, però, mai scendere in campo). Viene successivamente mandato in prestito al Lecco, in C2, a soli 18 anni. Qui rimane per due stagioni, giocando 55 partite, segnando un gol in campionato e contribuendo alla promozione in C1 al termine della stagione 1996-1997.
Nel 1998 passa all'Empoli, in Serie A, senza collezionare alcuna presenza nel massimo campionato e venendo ceduto a gennaio alla Reggiana (in serie B), dove rimane fino al termine della stagione. Torna all'Empoli, nel frattempo retrocesso tra i cadetti, dove gioca per le successive due stagioni.
L'anno seguente, stagione 2001-2002, viene ceduto al Como. Qui, nella sua prima annata, è protagonista della promozione in Serie A dei comensi, contribuendo con 3 reti in 28 presenze. Proprio in Serie A, esordisce il 14 settembre 2002 contro la sua ex squadra, in Como-Empoli.
Conclusa l'esperienza con i lariani, retrocessi in serie B, nell'estate 2003 rimane nella massima serie e passa al Modena squadra con cui gioca 18 partite e mette a segno 1 gol in campionato.
Nel 2004 viene ceduto in prestito al Chievo, dove rimane fino a gennaio del 2005 e con cui colleziona 8 presenze in campionato. Conclude l'annata in prestito al Venezia, in Serie B, con cui scende in campo 19 volte segnando 2 gol.
Nell'estate 2005, passa all'Avellino, sempre tra i cadetti, dove rimane fino a gennaio. Questa parentesi si conclude con 16 presenze e nessun gol segnato.
Nel gennaio 2006 viene acquistato a titolo definitivo dalla Triestina, squadra della sua definitiva consacrazione e di cui diviene capitano e bandiera. Rimane a Trieste fino al termine della stagione 2008-2009, per un totale di 119 presenze e 18 gol totali in campionato.

#### Triestina e ritorno in Serie A col Bari
Con gli alabardati gioca tre stagioni ad alto rendimento, condite da diversi goal su punizione, la sua specialità. Il più importante, senza dubbio, è quello realizzato nell'ultima giornata della stagione 2006-2007, dove mette a segno la rete del decisivo 1-1 contro il Piacenza. Il risultato finale avrà importantissimi riscontri sul campionato. La Triestina, infatti, si salverà, spedendo al suo posto il Verona (che poi retrocederà) ai play out, mentre i rivali piacentini perderanno i 2 punti che avrebbero permesso la disputa dei play off, invece non avvenuti per la distanza di 10 punti tra 3^ e 4^, sancendo così definitivamente la promozione del Genoa in serie A.
Nell'estate del 2009, dopo 119 presenze e una ventina di goal con la compagine triestina, riceve una chiamata dalla Serie A e passa al Bari a titolo definitivo, per circa 300.000€. Segna la sua prima rete in campionato il 13 settembre contro il Palermo, segnando da due passi dopo un palo colpito da Edgar Álvarez. Alla 12ª giornata segna su punizione contro il Livorno il suo secondo gol in campionato, sancendo la vittoria per 1-0 sui toscani. Sempre contro il Livorno, alla 31ª giornata segna il gol del momentaneo 1-0, grazie a un rimpallo fortunoso su un tiro di Riccardo Meggiorini, suo terzo e ultimo gol stagionale. Termina la stagione coi pugliesi con 16 presenze condite da 3 gol.

#### Grosseto
Il 26 luglio 2010 passa a titolo definitivo al Grosseto, squadra che lo inseguiva da tempo, tornando nella serie cadetta. Segna la sua prima e unica rete con i toscani alla decima giornata contro il Pescara, in cui realizza un gol su punizione tanto bello quanto inutile, essendo la gara terminata 4-2 per gli adriatici. L'esperienza toscana si conclude con 20 presenze e 1 gol.

#### Ritorno a Trieste
Il 31 agosto 2011 fa ritorno alla Triestina (Lega Pro Prima Divisione), la squadra che l'aveva consacrato, a titolo definitivo. Alla terza giornata torna a segnare al Nereo Rocco su calcio di punizione, per il definitivo 4-0 contro il Siracusa. Nonostante l'ottima annata a livello personale per Allegretti, che segna 6 reti in 27 partite, la squadra non riesce a evitare la retrocessione ai play out. Al termine della stagione la Triestina fallisce e il giocatore resta svincolato.

#### Barletta
Il 30 novembre 2012 il Barletta, militante sempre in Lega Pro Prima Divisione, ufficializza il suo ingaggio.
Realizza la sua prima marcatura con il Barletta proprio su calcio di punizione il 9 febbraio 2013, in occasione di Barletta-Avellino. Il secondo gol, sempre su punizione, è realizzato il 14 aprile in occasione di Barletta-Prato.. Il terzo gol arriva in occasione della partita di andata dei play out contro l'Andria, anche questo direttamente su calcio di punizione.
Dopo la salvezza raggiunta, Allegretti raggiunge l'accordo con il Barletta anche per la stagione successiva.

#### Monza, Benevento e ritiro
Il 24 gennaio 2014 viene ufficializzato il suo ingaggio da parte del Monza, allenato da Antonino Asta, squadra che vede nelle sue file altri due ex-giocatori di Serie A e B, Tiziano Polenghi e Claudio Grauso. Allegretti segna il suo primo gol con i brianzoli, direttamente da calcio di punizione, il 16 febbraio 2014, aprendo le marcature della partita Monza-Bellaria terminata 5-0. Il 16 marzo mette a segno il suo secondo gol con la maglia del Monza, sempre da calcio piazzato, durante la partita Monza-Pergolettese terminata 2-0 per i padroni di casa
Il 13 novembre 2014 il fantasista firma un contratto che lo lega al Benevento fino al 30 giugno 2015. L'avventura si rivela, però, poco fortunata, a causa di qualche infortunio di troppo, infatti, il giocatore riesce a scendere in campo solo 5 volte (di cui una nei play off). La squadra arriverà al 2º posto in campionato, ma verrà poi sconfitta ai quarti di finale dei play-off dal Como.
Ad agosto del 2015, decide di ritirarsi dal calcio giocato e intraprende la carriera da allenatore, conseguendo il patentino UEFA B.

### Allenatore

#### Gli inizi
Nell'agosto 2015 inizia ad allenare in Terza Categoria al Città di Cologno. Vince il campionato e ottiene la promozione in Seconda Categoria. Alla seconda stagione guida il club ad un ottimo quinto posto che permette di disputare i play-off. In seguito firma per il Primorje, squadra militante nel campionato di Promozione e situata sull'altipiano triestino al confine con la Slovenia. Giunge fino alla finale play-off per la promozione in Eccellenza, ma la squadra ne esce sconfitta. Nella stagione successiva si classifica al secondo porto e ottiene la promozione diretta in Eccellenza.

#### Monza
Dopo aver conseguito il patentino UEFA A, firma per il Monza con il ruolo di allenatore della categoria Under 17, vincendo il campionato poi interrotto per la pandemia di COVID-19. L'anno successivo, con il passaggio del Monza in Serie B, Allegretti viene promosso ad allenatore della squadra Primavera.

#### Clivense e Chievo
Nel settembre 2021 viene scelto per guidare la neonata Clivense, club nato dalle ceneri del Chievo Verona grazie a Sergio Pellissier, storico ex capitano della squadra, militante nel campionato veneto di Terza Categoria. La prima stagione alla guida della squadra veronese si conclude con la vittoria del campionato con un netto margine sulle inseguitrici e con il miglior attacco e la miglior difesa del girone. Per di più nella gara valida per la promozione debutta anche il Presidente del club Sergio Pellissier, autore di una doppietta. In seguito la neonata società si afferma anche nella Coppa di Verona e nel Titolo Provinciale, vincendo dunque tutte le competizioni in cui era in gara, completando così una sorta di triplete. Dopo l'ottima stagione d'esordio la società acquisisce il titolo del San Martino Speme, iscrivendo il club nel campionato di Eccellenza Veneto. La seconda stagione alla guida del club si apre ufficialmente il 28 agosto 2022, con una vittoria per 1-0 sul campo del Montorio, in un match di Coppa Italia Eccellenza. In campionato, nonostante il salto di categoria ed un rinnovamento pressoché totale della rosa, la squadra si dimostra subito come una delle contendenti per il titolo, raggiungendo più di una volta la vetta della classifica. Il 3 maggio 2023, con la vittoria casalinga per 3-0 contro lo Schio e la concomitante sconfitta dell'Ambrosiana sul campo del Pozzonovo, centra la seconda promozione consecutiva, portando la squadra in Serie D con una giornata d'anticipo. Nella stagione 2023-2024, Allegretti guida la Clivense al suo esordio in Serie D, chiudendo all'ottavo posto nel Girone B. Il 29 maggio 2024 la società comunica la fine del rapporto lavorativo.
Il 9 ottobre 2024 viene ufficializzato il suo ritorno sulla panchina del Chievo, compagine dove l'anno precedente con il nome di Clivense aveva raggiunto l'ottavo posto in Serie D. Confermato per la stagione successiva, il 1° agosto 2025 la società annuncia tramite un comunicato sui propri canali di aver ricevuto e accettato la richiesta di rescissione contrattuale del tecnico, per motivi personali che lo terranno lontano dai campi per un po' di tempo.

## Statistiche

### Presenze e reti nei club
| Stagione         | Squadra          | Campionato       | Campionato | Campionato | Coppe nazionali | Coppe nazionali | Coppe nazionali | Coppe continentali | Coppe continentali | Coppe continentali | Altre coppe | Altre coppe | Altre coppe | Totale | Totale |
| Stagione         | Squadra          | Comp             | Pres       | Reti       | Comp            | Pres            | Reti            | Comp               | Pres               | Reti               | Comp        | Pres        | Reti        | Pres   | Reti   |
| ---------------- | ---------------- | ---------------- | ---------- | ---------- | --------------- | --------------- | --------------- | ------------------ | ------------------ | ------------------ | ----------- | ----------- | ----------- | ------ | ------ |
| 1995-1996        | Milan            | A                | 0          | 0          | CI              | 0               | 0               | CU                 | 0                  | 0                  | -           | -           | -           | 0      | 0      |
| 1996-1997        | Lecco            | C2               | 29         | 1          | CI-C            | 0               | 0               | -                  | -                  | -                  | -           | -           | -           | 29     | 1      |
| 1997-1998        | Lecco            | C1               | 26         | 0          | CI-C            | 0               | 0               | -                  | -                  | -                  | -           | -           | -           | 26     | 0      |
| Totale Lecco     | Totale Lecco     | Totale Lecco     | 55         | 1          |                 | 0               | 0               |                    | -                  | -                  |             | -           | -           | 55     | 1      |
| 1998-gen. 1999   | Empoli           | A                | 0          | 0          | CI              | 0               | 0               | -                  | -                  | -                  | -           | -           | -           | 0      | 0      |
| gen.-giu. 1999   | Reggiana         | B                | 11         | 0          | CI              | -               | -               | -                  | -                  | -                  | -           | -           | -           | 11     | 0      |
| 1999-2000        | Empoli           | B                | 20         | 0          | CI              | 3               | 1               | -                  | -                  | -                  | -           | -           | -           | 23     | 1      |
| 2000-2001        | Empoli           | B                | 20         | 0          | CI              | 3               | 0               | -                  | -                  | -                  | -           | -           | -           | 23     | 0      |
| Totale Empoli    | Totale Empoli    | Totale Empoli    | 40         | 0          |                 | 6               | 1               |                    | -                  | -                  |             | -           | -           | 46     | 1      |
| 2001-2002        | Como             | B                | 28         | 3          | CI              | 4               | 0               | -                  | -                  | -                  | -           | -           | -           | 32     | 3      |
| 2002-2003        | Como             | A                | 26         | 0          | CI              | 2               | 0               | -                  | -                  | -                  | -           | -           | -           | 28     | 0      |
| Totale Como      | Totale Como      | Totale Como      | 54         | 3          |                 | 6               | 0               |                    | -                  | -                  |             | -           | -           | 60     | 3      |
| 2003-2004        | Modena           | A                | 18         | 1          | CI              | 4               | 0               | -                  | -                  | -                  | -           | -           | -           | 22     | 1      |
| 2004-gen. 2005   | Chievo           | A                | 8          | 0          | CI              | 2               | 0               | -                  | -                  | -                  | -           | -           | -           | 10     | 0      |
| gen.-giu. 2005   | Venezia          | B                | 19         | 2          | CI              | -               | -               | -                  | -                  | -                  | -           | -           | -           | 19     | 2      |
| 2005-gen. 2006   | Avellino         | B                | 16         | 0          | CI              | 2               | 0               | -                  | -                  | -                  | -           | -           | -           | 18     | 0      |
| gen.-giu. 2006   | Triestina        | B                | 17         | 0          | CI              | -               | -               | -                  | -                  | -                  | -           | -           | -           | 17     | 0      |
| 2006-2007        | Triestina        | B                | 39         | 6          | CI              | 5               | 1               | -                  | -                  | -                  | -           | -           | -           | 44     | 7      |
| 2007-2008        | Triestina        | B                | 35         | 5          | CI              | 2               | 1               | -                  | -                  | -                  | -           | -           | -           | 37     | 6      |
| 2008-2009        | Triestina        | B                | 28         | 7          | CI              | 2               | 0               | -                  | -                  | -                  | -           | -           | -           | 30     | 7      |
| 2009-2010        | Bari             | A                | 16         | 3          | CI              | 1               | 0               | -                  | -                  | -                  | -           | -           | -           | 17     | 3      |
| 2010-2011        | Grosseto         | B                | 20         | 1          | CI              | 2               | 0               | -                  | -                  | -                  | -           | -           | -           | 22     | 1      |
| 2011-2012        | Triestina        | 1D               | 25+2       | 4+2        | CI+CI-LP        | 0               | 0               | -                  | -                  | -                  | -           | -           | -           | 27     | 6      |
| Totale Triestina | Totale Triestina | Totale Triestina | 144+2      | 22+2       |                 | 9               | 2               |                    | -                  | -                  |             | -           | -           | 155    | 26     |
| 2012-2013        | Barletta         | 1D               | 18+2       | 2+1        | CI+CI-LP        | -               | -               | -                  | -                  | -                  | -           | -           | -           | 20     | 3      |
| 2013-gen. 2014   | Barletta         | 1D               | 6          | 1          | CI-LP           | 2               | 0               | -                  | -                  | -                  | -           | -           | -           | 8      | 1      |
| Totale Barletta  | Totale Barletta  | Totale Barletta  | 24+2       | 3+1        |                 | 2               | 0               |                    | -                  | -                  |             | -           | -           | 28     | 4      |
| gen.-giu. 2014   | Monza            | 2D               | 10         | 2          | CI-LP           | -               | -               | -                  | -                  | -                  | -           | -           | -           | 10     | 2      |
| 2014-2015        | Benevento        | LP               | 4+1        | 0          | CI+CI-LP        | -               | -               | -                  | -                  | -                  | -           | -           | -           | 5      | 0      |
| Totale carriera  | Totale carriera  | Totale carriera  | 439+5      | 38+3       |                 | 34              | 3               |                    | 0                  | 0                  |             | -           | -           | 478    | 44     |

### Statistiche da allenatore
Statistiche aggiornate al 4 maggio 2025. In grassetto le competizioni vinte.
| Stagione                | Squadra                 | Campionato              | Campionato | Campionato | Campionato | Campionato | Coppe nazionali | Coppe nazionali | Coppe nazionali | Coppe nazionali | Coppe nazionali | Coppe continentali | Coppe continentali | Coppe continentali | Coppe continentali | Coppe continentali | Altre coppe | Altre coppe | Altre coppe | Altre coppe | Altre coppe | Totale | Totale | Totale | Totale | % Vittorie | Piazzamento |
| Stagione                | Squadra                 | Comp                    | G          | V          | N          | P          | Comp            | G               | V               | N               | P               | Comp               | G                  | V                  | N                  | P                  | Comp        | G           | V           | N           | P           | G      | V      | N      | P      | %          | Piazzamento |
| ----------------------- | ----------------------- | ----------------------- | ---------- | ---------- | ---------- | ---------- | --------------- | --------------- | --------------- | --------------- | --------------- | ------------------ | ------------------ | ------------------ | ------------------ | ------------------ | ----------- | ----------- | ----------- | ----------- | ----------- | ------ | ------ | ------ | ------ | ---------- | ----------- |
| 2015-2016               | Città di Cologno        | 3ª Cat.                 | 24         | 18         | 3          | 3          | -               | -               | -               | -               | -               | -                  | -                  | -                  | -                  | -                  | -           | -           | -           | -           | -           | 24     | 18     | 3      | 3      | 75,00      | 1º (prom.)  |
| 2016-2017               | Città di Cologno        | 2ª Cat.                 | 30+1       | 18+0       | 3+0        | 9+1        | -               | -               | -               | -               | -               | -                  | -                  | -                  | -                  | -                  | -           | -           | -           | -           | -           | 31     | 18     | 3      | 10     | 58,06      | 5º          |
| Totale Città di Cologno | Totale Città di Cologno | Totale Città di Cologno | 55         | 36         | 6          | 13         |                 | -               | -               | -               | -               |                    | -                  | -                  | -                  | -                  |             | -           | -           | -           | -           | 55     | 36     | 6      | 13     | 65,45      |             |
| 2017-2018               | Primorje                | Prom.                   | 30+2       | 18+1       | 3+0        | 9+1        | -               | -               | -               | -               | -               | -                  | -                  | -                  | -                  | -                  | -           | -           | -           | -           | -           | 32     | 19     | 3      | 10     | 59,38      | 3º          |
| 2018-2019               | Primorje                | Prom.                   | 30+1       | 19+1       | 7+0        | 4+0        | CI-Prom.        | 8               | 5               | 2               | 1               | -                  | -                  | -                  | -                  | -                  | -           | -           | -           | -           | -           | 39     | 25     | 9      | 5      | 64,10      | 2º (prom.)  |
| Totale Primorje         | Totale Primorje         | Totale Primorje         | 63         | 39         | 10         | 14         |                 | 8               | 5               | 2               | 1               |                    | -                  | -                  | -                  | -                  |             | -           | -           | -           | -           | 71     | 44     | 12     | 15     | 61,97      |             |
| 2021-2022               | Clivense                | 3ª Cat.                 | 24         | 21         | 2          | 1          | -               | -               | -               | -               | -               | -                  | -                  | -                  | -                  | -                  | C+C         | 8+2         | 7+1         | 1+1         | 0+0         | 34     | 29     | 4      | 1      | 85,29      | 1º (prom.)  |
| 2022-2023               | Clivense                | Ecc.                    | 36         | 23         | 6          | 7          | CI-Ecc.         | 6               | 3               | 1               | 2               | -                  | -                  | -                  | -                  | -                  | -           | -           | -           | -           | -           | 42     | 26     | 7      | 9      | 61,90      | 1º (prom.)  |
| 2023-2024               | Clivense                | D                       | 38         | 14         | 11         | 13         | CI-D            | 1               | 0               | 1               | 0               | -                  | -                  | -                  | -                  | -                  | -           | -           | -           | -           | -           | 39     | 14     | 12     | 13     | 35,90      | 8º          |
| Totale Clivense         | Totale Clivense         | Totale Clivense         | 98         | 58         | 19         | 21         |                 | 7               | 3               | 2               | 2               |                    | -                  | -                  | -                  | -                  |             | 10          | 8           | 2           | 0           | 115    | 69     | 23     | 23     | 60,00      |             |
| ott. 2024-2025          | Chievo                  | D                       | 31         | 15         | 7          | 9          | CI-D            | -               | -               | -               | -               | -                  | -                  | -                  | -                  | -                  | -           | -           | -           | -           | -           | 31     | 15     | 7      | 9      | 48,39      | Sub., 7º    |
| Totale carriera         | Totale carriera         | Totale carriera         | 247        | 148        | 42         | 57         |                 | 15              | 8               | 4               | 3               |                    | -                  | -                  | -                  | -                  |             | 10          | 8           | 2           | 0           | 272    | 164    | 48     | 60     | 60,29      |             |

## Palmarès

### Giocatore
- Campionato italiano: 1

Milan: 1995-1996
- Campionato italiano di Serie B: 1

Como: 2001-2002

### Allenatore

#### Competizioni regionali
- Terza Categoria: 2

Città di Cologno: 2015-2016
Clivense: 2021-2022
- Promozione: 1

Primorje Football Club: 2018-2019
- Coppa Provincia di Verona: 1

Clivense: 2021-2022
- Titolo Provinciale Verona: 1

Clivense: 2022
- Eccellenza: 1

Clivense: 2022-2023

#### Competizioni giovanili
- Under-17 regionale: 1

Monza: 2019-2020